# メールアーカイブ
電子メールアーカイブ（英: E-mail archiving）とは、電子メールを保存すること。2000年以前は、過去のメーリングリストを格納したファイルを指すことが多かったが、2002年にアメリカ合衆国のSOX法が施行されてからは、企業・団体が送受信する全ての電子メールを保存・保管したデータを指すことが多くなった。
アーカイブされたデータは膨大な量となるため、管理するためには、検索機能を有するメールアーカイブソフトウェアが必要となる。

## ソフトウェアの例
- sendmail - Milter によるメールアーカイブが可能

## 市販のメールアーカイブ製品
- Digital Safe - HP オートノミーの事業部門であるZANTAZのホスト型アーカイブサービス
- GUARDIANWALL - キヤノンITソリューションズが開発・販売するメールフィルタリング/アーカイブソフトウェア
- HENNGE Email Archive - HENNGE株式会社が開発、販売するクラウド型のメールアーカイブソフトウェア
- inetSNAPs - MTFが開発・販売するメールアーカイブアプライアンス
- Mail Archiving Expert - ソフトネクストテクノロジーズ社が開発・販売するメールアーカイブソフトウェア
- MailBase - サイバーソリューションズ社が開発・販売するメールアーカイブソフトウェア
- MailGazer3 - 株式会社プロットが開発・販売する低コストメールフィルタリング/アーカイブアプライアンス
- Mimosa NearPoint - 統合データアーカイブ＆バックアップソフトウェア
- Mirapoint RazorSafe - ミラポイント社のアプライアンス型メールアーカイブ製品
- WISE Audit - 日立システムズエンジニアリングサービスが開発・販売するメールフィルタリング/アーカイブソフトウェア

## フリー、オープンソースのメールアーカイブソフトウェア
- MailArchiva - Stimulus Softwareが開発したオープンソース版とエンタープライズ版のデュアルライセンスのメールアーカイブソフトウェア